# HMS Raleigh (1919)
O HMS Raleigh foi um cruzador pesado operado pela Marinha Real Britânica e a terceira embarcação da Classe Hawkins, depois do HMS Hawkins e HMS Vindictive, e seguido pelo HMS Frobisher e HMS Effingham. Sua construção começou em dezembro de 1915 na William Beardmore and Company e foi lançado ao mar em outubro de 1919, sendo comissionado em julho de 1921. Era armado com uma bateria de sete canhões de 191 milímetros em montagens únicas, tinha um deslocamento carregado de doze mil toneladas e alcançava uma velocidade máxima de trinta nós.
O Raleigh foi designado para atuar na América do Norte e Caribe. Ele chegou na região em 1921 e pelo ano seguinte e visitou vários portos estrangeiros, incluindo no Canadá, Terra Nova, Estados Unidos, Bermudas e Jamaica. O cruzador encalhou no litoral da Terra Nova em 8 de agosto de 1922 durante uma espessa neblina. Todos os equipamentos úteis do navio foram removidos pouco depois e os destroços deixados no local pelos anos seguintes. O Almirantado Britânico por fim ordenou que o que restou do Raleigh fosse destruído, o que foi feito em setembro de 1927 ou 1928.